# Xu gaoseng chuan
Xu gaoseng zhuan (chiń. 續高僧傳, pinyin Xù gāosēng zhuàn; kor. 속고승전 Sok kosŭng chŏn; jap. Zoku kōsōden; wiet. Tục cao tăng truyền; pol. Kontynuowane biografie wybitnych mnichów) – drugie tego typu dzieło w buddyjskiej literaturze; jedno z najważniejszych źródeł do poznania historii wczesnego buddyzmu w Chinach i chanu poprzez biografie.

## Tekst
To obszerne dzieło zostało napisane w 667 roku przez mnicha Daoxuana (596-667), który wykorzystał typologiczną zasadę organizacyjną zastosowaną przez Huijiao w pierwszym tego typu dziele Gaoseng zhuan.
Daoxuan zmienił uszeregowanie kategorii i nazwy kilku z nich, ale praca ta dalej zachowywała niesekciarski charakter pierwowzoru. Zachował on także wyraźne preferencje Huijiao i na czele pozostawił dwie kategorie Tłumaczy i Egzegetów. Dzieło to zawiera biografie 705 mnichów. Te dwie pierwsze kategorie obejmują 42% biografii (299 mnichów). Z tego tłumacze - 246 mnichów - tworzą 34.9%, a egzegeci - 49 mnichów - to 7% mnichów.
Inne kategorie także zyskały większe znaczenie. Kategoria Praktykujących Medytację (czyli mnichów chan) zawiera 134 biografie, co czyni 19%. Kategoria Czyniący Cuda zawiera 135 biografii, czyli 19%. Te dwie kategorie także stały się zauważalnie ważne. Suma mnichów z tych dwu kategorii przewyższyła liczbę mnichów z kategorii Tłumaczy. Może to sugerować wzrost zainteresowania buddyjską medytacją oraz nadnaturalnymi mocami w społeczności buddyjskiej.
Chociaż tekst ten nie ma charakteru sekciarskiego, to był pod wpływem i sam przyczynił się do rozwoju sekciarskiej świadomości. Aktualne kwestie, które spowodowały, że Daoxuan zarysował granice i określił afiliacje, nie były brane pod uwagę przez badaczy, którzy używali jego tekstu jako źródła do ukazania początków szkoły chan lub innych szkół. Xu gaoseng zhuan odbija również napięcia jakie powstały w buddyzmie po powrocie z pielgrzymki do Indii mnicha Xuanzanga (602-664). Wcześniejszy buddyzm był mocno związany z egzegetycznymi tradycjami, które zyskały polityczny szacunek i odzwierciadlały ustalone, legalne struktury rodowego klanu i odróżniały wysoko ustosunkowanych i poważnych mnichów od nieuchwytnych nieprawidłowości na drogach, w wioskach i odległych klasztorach. Gdy w 645 roku powrócił Xuanzang, witany z uznaniem zarówno przez dwór jak i zwyczajnych ludzi, jego nowe tłumaczenia i jego mistrzowskie opanowanie nowych traktatów jogaczary, spowodowały kompetencyjne zmagania w obozie egzegetycznym.
Te napięcia odbijają się w tekście, który był poważnie uzupełniony przez Daoxuana pod koniec życia i był również uzupełniany po jego śmierci.
Daoxuan potrafił wykorzystać tę typologiczną zasadę organizacyjną w twórczy sposób, np. przydzielił jednego z mnichów do dwóch różnych kategorii. Ten pomysł został przejęty przez hagiografów okresu Sześciu dynastii, którzy również wpłynęli na Daoxuana, i zaliczenie jednego mnicha do np. kategorii praktykujących medytację i do kategorii Winai zaczęło być coraz częstsze. Chociaż Daoxuan w swoich hagiografiach wykazywał się racjonalizmem, to jednak bronił specjalnego statusu dla mnichów czyniących cuda w historii buddyzmu w Chinach.
Jego późniejsze zainteresowanie czyniącymi cuda i dodaniem nowej sekcji praktykujących medytację według niektórych badaczy (jak np. Koichi Shinohara) odzwierciedlało nowe trendy w buddyjskiej hagiografii. Oba te zestawy zostały później odłączone od rodzaju "gaoseng zhuan" i rozpoczęły swoje istnienie poza nim. Wprowadzenie kategorii praktykujących medytację świadczyło o jego rosnącej świadomości, że oto pojawił się nowy rodzaj praktyki buddyjskiej uprawiany przez nowy rodzaj mistrzów. Medytujący zostali tu wyposażeni, w dużo większym stopniu niż we wcześniejszych hagiografiach, w "mistyczne uprawomocnienie" i stali się zbiorem kandydatów do późniejszych poszukiwań przez szkołę chan swoich afiliacyjnych przodków. W czasach Daoxuana nie było jeszcze linii przekazu chan, ale on zauważył relacje mistrza z uczniem i otworzył drzwi dla późniejszych działań, które miały na celu połączenie tych mistrzów i uczniów w afiliacyjną sieć powiązań genealogicznych czyli w linie przekazu Dharmy chan. Chociaż znaleziska sekciarskich tekstów chan w Dunhuangu zmieniły rozumienie wczesnego chanu przez badaczy, to wszystkie te prace polegały mocno na Xu gaoseng chuan.
Xu gaoseng zhuan jest także pierwszym tekstem, w którym zamieszczono informację, że Bodhidharma przekazał tłumaczenie Lankawatary dokonane przez Gunabhadrę swojemu następcy - Huike. Niezależnie od prawdziwych intencji Daoxuana, jego biografie Bodhidharmy, Huike i innych mistrzów dhjany przyczyniły się do romantycznego wyobrażenia o nich, ukształtowanego w późniejszych interpretacjach. Przedstawiali się oni jako samotni asceci, którzy czasami łączyli się w małe, tymczasowe grupy z innymi, rzadko przebywali dłużej w jednym miejscu, ogorzali od wędrówek ale jednak wykształceni, czasami cierpiący od prześladowań przez mnichów mocno zakorzenionych w systemie itd. Równie dobrze mogli być osobami świeckimi jak i mnichami. Nie ma również w tej pracy żadnej ewidencji świadczącej o autonomii szkoły "chan", a jednak ten tekst przyczynił się do stworzenia takiej "mistycznej" idei.
Tak jak do innych tekstów z gatunku "gaoseng zhuan" tak do biografii w Xu gaoseng zhuan należy podchodzić krytycznie. Część z nich ma wyraźnie hagiograficzny charakter. Jednym z głównych źródeł były inskrypcje nagrobne (chiń. taming) komponowane jako rodzaj eulogii upamiętniających zmarłych buddyjskich nauczycieli.

## Kategorie
Praca ta grupowała mnichów w dziesięciu kategoriach, z których część jak identyczna jak w Gaoseng chuan. Dzieło to było obszerne, liczyło 30 tomów lub raczej "zwojów" (chiń. juan).
- Tłumacze (chiń. 譯經 yìjīng)
- Egzegeci (chiń. 義解 yìjiě)
- Praktykujący medytację (chiń. 習禪 xíchán)
- Wyjaśniający dyscyplinę (chiń. 明律 mínglǜ)
- Strażnicy Dharmy (chiń. 護法 hùfǎ)
- [Czyniący cuda]? (chiń. 感通 gǎntōng)
- Samookaleczający się (chiń. 遺身 yìshēn)
- Recytatorzy (chiń. 讀誦 dúsòng)
- Promotorzy pracy zasług (chiń. 興福 xīngfú)
- Różnorodni głoszący cnotę (chiń. 雜科聲徳 zákē shēngdé)